# Lamborghini Asterion
Der Lamborghini Asterion LPI 910-4 ist ein Konzeptfahrzeug des italienischen Automobilherstellers Lamborghini und wurde auf dem Pariser Autosalon 2014 vorgestellt. Er ist nach dem Minotaurus Asterion benannt und folgt damit der Markentradition Lamborghinis, ihre Fahrzeuge nach berühmten Stieren zu benennen. Der Lamborghini Asterion ist Lamborghinis erstes hybridbetriebenes Fahrzeug.

## Technische Daten
Im Fahrzeug ist ein V10-Mittelmotor mit 449 kW verbaut. Des Weiteren sitzt an der Vorderachse ein Doppelmotor mit einer Lithium-Ionen-Batterie, welcher eine kombinierte Leistung von 221 kW erbringt. Die Höchstgeschwindigkeit des Wagens beträgt 320 km/h. Wenn das Fahrzeug nur elektrisch läuft beträgt die Höchstgeschwindigkeit 125 km/h. Die vollelektrische Reichweite des Gran Turismos beträgt 50 km. Die Hybridtechnologie erhöht das Fahrzeuggewicht um 250 kg.

## Verbleib
Das Konzeptfahrzeug wurde als „Technologie-Demonstrator“ vorgestellt. In einem Interview mit der Zeitschrift Autocar sagte Stephan Winkelmann, Präsident und CEO von Lamborghini, dass der Lamborghini Asterion, zugunsten des Lamborghini Urus nicht produziert werden wird. Er begründete dies damit, dass das Interesse der Kunden bezüglich eines Hybrid-Fahrzeuges nur bestünde, wenn die Hybrid-Technologie leistungsfördernd sei. Bevor der Entschluss fiel, das Fahrzeug nicht zu produzieren, wurde der Lamborghini Asterion als potentieller Konkurrent für andere Hybrid-Supersportwagen, wie den McLaren P1 und den Porsche 918 gesehen.